# Orbea denboefii
Orbea denboefii är en oleanderväxtart som först beskrevs av John Jacob Lavranos, och fick sitt nu gällande namn av P.V. Bruyns. Orbea denboefii ingår i släktet Orbea och familjen oleanderväxter. Inga underarter finns listade i Catalogue of Life.